# 白石書店
有限会社白石書店（しらいししょてん）は、福岡県に店舗を展開し、福岡県北九州市八幡西区に本社を置く、日本の書店である。
1970年代から80年代にかけて、社会科学の出版物（平野義太郎選集など）を刊行していた同商号の株式会社とは無関係である。

## 概要
1923年3月に会社を設立・創業。主に小中高校の教科書や雑誌、総合的な書籍などを取り扱い北九州・遠賀地方に店舗を展開し、特に北九州市では存在をよく知られる。また、音楽ライブやTGC北九州とのコラボレーションなど本以外のイベントも行ったことがあり、2020年からYouTubeチャンネルで絵本や小説の朗読、作業動画などを制作し、本の魅力を発信している。2021年に学校販売サービス「Raku-Buy」を開発を開始し、2025年にリリースした。

## 沿革
- 1923年03月05日 - 東筑中学通りに弘文堂白石書店を創業
- 1952年11月 - 折尾駅前に出店。本店とし、東筑中学通りの店舗を教科書販売所とする
- 1967年08月 - 学習参考書専門「学生の店」を出店
- 1976年07月 - 法人組織に改組。有限会社白石書店に改称[要出典]
- 1979年04月 - 産業医科大学に売店を出店
- 1983年08月 - 本店を新築、3階建ての社屋にて営業[注釈 2]
- 1986年08月 - 本城店を出店
- 1993年04月 - S-PAL遠賀に出店
- 1995年03月 - ゆめタウン遠賀に出店
- 1996年08月 - S-PAL若松に出店
- 2003年01月 - 図書館ナノシステムを利用し、小中学図書整備を開始[要説明]
- 2007年06月 - 本城店に事務外商機能を移転し、本店とする
- 2007年11月 - 本店にカフェを併設（現：S-cafe）
- 2018年　　  - ゆめタウン遠賀店をリニューアルオープン
- 2020年04月 - YouTubeチャンネルを開設（絵本や小説の朗読など)[注釈 1][4]
- 2021年03月 - 学校販売サービス「Raku-Buy」を開発、運用を開始[1]

## メディア出演・掲載
- 2017年09月01日 - TV「ドキュメント72時間『夏の甲子園　もうひとつの青春』(NHK)
- 2019年08月08日 - TV「ロクいち!福岡」(NHK総合)
- 2020年04月23日 - 西日本新聞電子版[3]
- 2020年04月29日 - TV「今日感ニュース」(RKB)
- 2020年05月01日 - TV「ニュースブリッジ北九州」,TV「ニュース845北九州」(NHK総合)
- 2021年01月18日 - TV「めんたいワイド」(FBS)
- 2021年03月01日 - 雑誌『ゆうゆう』4月号 (主婦の友社)
- 2021年03月01日 - 雑誌『ふくおか』経済3月号 (ふくおか経済)
- 2021年03月16日 - TV「タダイマ！」(RKB)
- 2021年06月06日 - Web「ツギノジダイ」[5](朝日新聞社ウェブメディア)
- 2021年12月15日 - 新聞之新聞社（業界新聞）
- 2021年12月21日 - 新聞「白石書店（北九州市）が学校向けＥＣサイト開設　注文数・売上集計の自動化を実現」(文化通信社)
- 2022年12月20日 - 新聞「白石書店×あかつき舎　映画「レッドシューズ」聖地巡礼ガイドブック発売、北九州の魅力を全国へ」(文化通信社）
- 2023年03月31日 - TV『「教科書」スマホで購入が“楽バイ”「Raku－Buy」～老舗書店が開発』 (RKB「タダイマ！」)
- 2024年03月08日 - Web「New U」（北九州市）
- 2025年01月21日 - 雑誌「月刊ローチケ」2025 1.15号
- 2025年02月06日 - TV「記者のチカラ(出口調査)」（TNC）